# Remover
Remover is een lotion of olie, die bedoeld is voor het verwijderen van make-up. Remover kan speciaal voor een bepaald soort make-up zijn, maar ook algemeen voor het hele gezicht. Vaak wordt geadviseerd om make-up met een remover van het gezicht te halen. Dermatoloog Jeannette Graf zei hierover in Women's Health Magazine: Hoe vaker je slaapt met je make-up op, hoe groter de kans op beschadiging van je huid. Mensen die mascara gebruiken, lopen ook kans op een oogontsteking wanneer die verontreinigd is. Dit komt door de bacteriën die in de mascara komen.

## Verschillende soorten remover
- oogmake-upremover
- gezichtsmake-upremover
- nagellakremover

Make-upremovers bestaan uit verschillende ingrediënten, omdat er voor verschillende soorten make-up verschillende removers zijn. De meeste removers zijn op olie- of alcoholbasis.